# Chiroderma vizottoi
Chiroderma vizottoi é uma espécie de morcego da família Phyllostomidae. Endêmica do Brasil, onde pode ser encontrada nos estados do Ceará e Piauí.

## Características Gerais
Chiroderma vizottoi é um morcego monotípico encontrado na Caatinga brasileira. Possui menos de 10 indivíduos coletados, o que dificulta a descrição da espécie. Além da ausência de trabalhos relacionado a sua ecologia. Apresenta pelagem dorsal amarelo-acastanhada, faixas brancas distintas na cabeça e asas negras. Com antebraço medindo entre 45 e 50 mm, é adaptado ao ambiente xérico, mas detalhes específicos são limitados devido a escassez de estudos. 

## Morfologia
Uropatágio bem desenvolvido. De forma geral, o gênero Chiroderma apresenta como característica peculiar a ausência dos ossos nasais. Além disso, possuem uma pelagem dorsal de tonalidade acinzentada a castanha clara. As listras faciais são notáveis, com destaque para o par superior, que é largo e proeminente, tocando-se para formar uma extensa área branca sobre a cabeça. Uma faixa branca dorsal média estende-se dos ombros até a base da membrana interfemoral. Os incisivos superiores internos são mais largos e inclinados. O primeiro pré-molar inferior possui uma cúspide bem desenvolvida, alcançando metade da altura do segundo pré-molar. A caixa craniana é notavelmente alta e globosa em comparação com a subespécie nominal. O entalhe nasal é longo, ultrapassando a borda anterior das órbitas, e a área pós orbitais são moderadamente desenvolvidos. Essas características morfológicas distintivas contribuem para a identificação única desta subespécie de morcego. Além das características descritas, asas são negras, com área translúcida, e uropatágio peludo.

## Ecologia

### Habitat
- Encontrado na Caatinga xérica brasileira. Em um estudo com o Chiroderma vizottoi, um espécime coletado na Caatinga do Piauí foi capturado numa área com árvores xerofíticas baixas (3 a 5 m)[7], próximo a um afloramento rochoso. Dois exemplares do Maranhão foram capturados em redes armadas na beira da praia, em área de restinga. Essa espécie ocorre nos estados brasileiros do Ceará e Piauí.

### Alimentação
- De forma geral, os Chiroderma possuem dietas frugívoras, incluindo também insetivoria por oportunismo. Os valores nutricionais dos frutos da região em que estes morcegos ocorrem tendem a ser baixas, principalmente em lipídios e proteínas, dessa forma, estes animais comem sementes, visto que possuem uma grande quantidade de nutrientes.[8]

### Reprodução
- Fêmeas grávidas e lactantes capturadas em janeiro. Padrão reprodutivo não totalmente conhecido.[4]

### Aspectos Culturais e Sociais
- Como as informações sobre o organismo são escassas, não há observações.

## História Natural da Espécie
Pouco se sabe sobre a história natural de C. vizottoi. No Ceará, sete espécimes foram capturados em redes armadas próximas a uma Moraceae com frutos e uma fêmea grávida e outra lactante foram capturadas em janeiro. O ácaro Periglischrus iheringi (Spinturnicidae) foi registrado parasitando indivíduos de C. vizottoi no Ceará.

## Conservação
Classificado como Data Deficient no IUCN Red List. Conhecido por apenas dez indivíduos; informações sobre dieta, distribuição e história de vida são escassas.

## Etimologia do nome
A espécie C. vizottoi é nomeada em homenagem ao Professor Luis Dino Vizotto em reconhecimento às suas contribuições para a sistemática dos morcegos brasileiros.